# La Fille au fond du verre à saké
La Fille au fond du verre à saké est une mini-série française en trois épisodes de 26 minutes, réalisée et écrite par Emmanuel Sapolsky et diffusée à partir du 11 mai 2009 sur Canal+.

## Distribution
- Stéphan Guérin-Tillié : Étienne Müller
- Xin Wang : Lu Ming Chen
- Anthony Kavanagh : Maxime Leroy
- Boramy Tioulong : Lin Chen
- Corinne Yam : Kim Tran
- Frédéric Siuen : James Wang
- Sifan Shao : Tony Chen